# Cyphonistes burmeisteri
Cyphonistes burmeisteri är en skalbaggsart som beskrevs av Carl August Dohrn 1876. Cyphonistes burmeisteri ingår i släktet Cyphonistes och familjen Dynastidae. Inga underarter finns listade i Catalogue of Life.